# Freddie Freeman
"Freeman (Fountain Valley, California, 12 de septiembre de 1989) es un primera base de béisbol estadounidense que juega para los Dodgers de Los Angeles de las Grandes Ligas. A nivel internacional representa a Canadá debido a que cuenta con esa nacionalidad por parte de su madre.
Freddie Freeman tuvo un gran protagonismo en la Serie Mundial de 2024, lo que le valió el reconocimiento de ser el jugador más valioso de la Serie Mundial.

## Carrera profesional

### Draft
Freeman fue reclutado por los Bravos de Atlanta en la segunda ronda (78.ª posición general) del draft de 2007. Fue considerado el quinto mejor prospecto de los Bravos en la temporada 2009, según Baseball America, y el 11.º mejor prospecto en general a mitad de la temporada 2009. En 2021 ganó su primera serie mundial con 5 Home runs en toda la postemporada.

### Atlanta Braves (2010–2021)

#### 2010
Freeman fue llamado a los Bravos el 1 de septiembre de 2010, como parte de la ampliación de las plantillas, e hizo su debut en Grandes Ligas el mismo día. El 5 de septiembre el 2010 consiguió el primer hit de su carrera ante el lanzador Clay Hensley de los Marlins de Florida, y el 21 de septiembre de 2010 bateó su primer jonrón ante Roy Halladay de los Filis de Filadelfia. Jugó un total de 20 partidos con los Bravos y bateó .167, pero no fue considerado para el equipo de postemporada.

#### 2011
Freeman comenzó la temporada 2011 como el primera base titular de los Bravos. Después de un comienzo lento, su rendimiento mejoró y fue considerado un fuerte candidato para el premio de novato del año. El 4 de julio de 2011 bateó dos jonrones contra los Rockies de Colorado, la primera vez en su carrera que conectó dos cuadrangulares. Freeman fue el primer novato de los Bravos en llegar a 50 carreras impulsadas antes del 18 de julio desde que Hank Aaron logró esta hazaña en 1954. Fue nombrado novato del mes de julio de la Liga Nacional, durante el cual lideró a todos los novatos de las Grandes Ligas con 38 hits, un promedio de bateo de .362 y .433 de porcentaje de embasarse en 27 juegos. También lideró a todos los novatos de la Liga Nacional con seis jonrones y 17 carreras anotadas. Sus 18 carreras impulsadas empataron en la mayor cantidad en la Liga Nacional entre los novatos.
En agosto, Freeman y Dan Uggla se convirtieron en los primeros miembros de los Bravos en conectar de hit durante 20 juegos consecutivos en la era moderna. La racha de Freeman terminó en 20 partidos el 7 de agosto. Terminó el 2011 con promedio de .282 y 32 dobles, 21 jonrones y 76 carreras impulsadas en 157 partidos jugados.
Freeman terminó segundo detrás de su compañero Craig Kimbrel en la votación para Novato del Año. Kimbrel y Freeman fueron los primeros compañeros de equipo en terminar primero y segundo desde 1989, cuando Jerome Walton y Dwight Smith ocuparon dichas posiciones en la votación. La única otra vez que dos Bravos terminaron entre los cinco primeros, la organización seguía situada en Milwaukee -Gen Conley fue votado el tercer mejor novato de la temporada 1954, mientras que Hank Aaron ocupó el cuarto lugar.

#### 2012
En 2012, Freeman lideró la Liga Nacional con nueve elevados de sacrificio, y bateó para .259 con 33 dobles, 23 jonrones y 94 carreras impulsadas en 147 partidos jugados.

#### 2013
En 2013, Freeman fue seleccionado como finalista para el voto final del Juego de Estrellas de 2013, donde ganó con récord de 19,7 millones de votos, pero no pudo jugar debido a una lesión en el pulgar que sufrió tres días antes del juego. Terminó la temporada 2013 con un promedio de bateo de .319, junto con 23 jonrones y 109 carreras impulsadas en 147 partidos jugados.

#### 2014

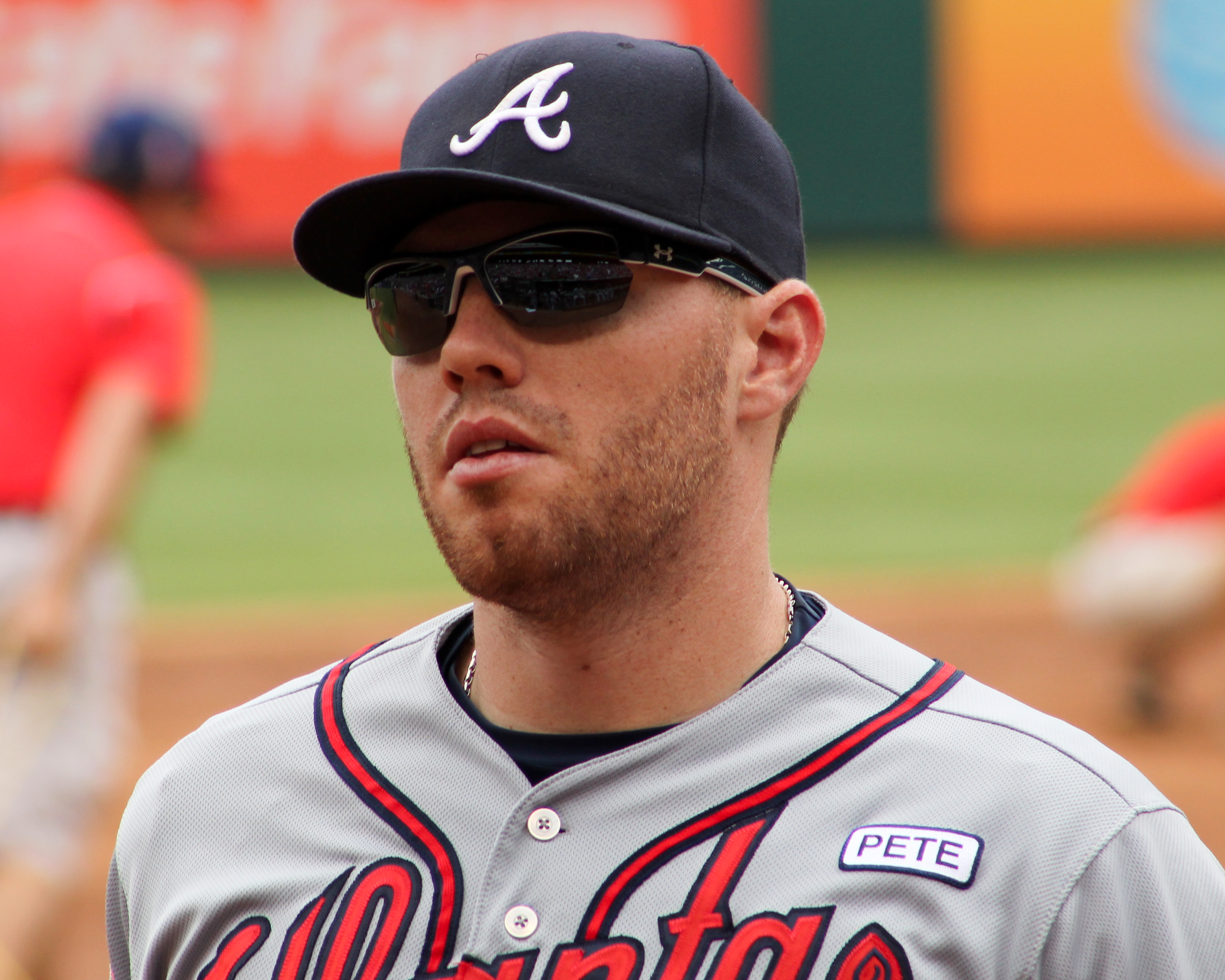
Freeman en 2014.

El 4 de febrero de 2014, Freeman acordó una extensión de contrato de ocho años por $ 135 millones. Fue nombrado al Juego de Estrellas por segunda vez en 2014, y jugó las últimas tres entradas del juego. Lideró al equipo en promedio de bateo y OPS en 2014. También estableció un récord de la franquicia de entradas jugadas. Durante un partido contra los Filis de Filadelfia el 27 de junio de 2014, Freeman bateó un jonrón de tres carreras ante de Kyle Kendrick a la izquierda del jardín central que fue capturado por el locutor Tom McCarthy. Terminó el 2014 participando en los 162 juegos de bateando .288 con 90 bases por bolas, 43 dobles, 18 jonrones y 78 carreras impulsadas.

#### 2015
Freeman se perdió el juego del 18 de junio de 2015 contra los Medias Rojas de Boston, finalizando su participación en 234 juegos de forma consecutiva, la más larga en la liga para la fecha. Fue colocado en la lista de lesionados el 23 de junio, y no jugó hasta el 26 de julio. Finalizó la temporada bateando para promedio de .276 con 18 jonrones y 66 impulsadas en 118 juegos, su temporada más corta desde 2011.

#### 2016
En 2016, Freeman fue considerado el líder de los Bravos durante el proceso de reestructuración del equipo. A pesar de comenzar la temporada con un ritmo lento, su bateo mejoró durante el mes de junio, donde fue nombrado como Jugador de la Semana para el 19 de junio. En septiembre fue nombrado como el Jugador del Mes, y finalizó la temporada con promedio de .302, 43 dobles, 34 jonrones y 91 impulsadas en 158 juegos.

#### 2017
En 2017, Freeman representó a Canadá en el Clásico Mundial de Béisbol 2017. El 10 de mayo, se convirtió en el quinto jugador en la historia de los Bravos en conectar por lo menos 12 jonrones en los primeros 31 juegos de la temporada, uniéndose a Hank Aaron, Eddie Mathews, Ryan Klesko y Justin Upton. El 17 de mayo, fue golpeado por un lanzamiento de Aaron Loup que le fracturó la muñeca izquierda, dejándolo fuera de acción por 10 semanas. Regresó el 4 de julio como titular en la tercera base, debido al buen rendimiento de Matt Adams como primera base del equipo. El 6 de julio, registró su hit 1,000 en un juego ante los Nacionales de Washington. Finalizó la temporada con promedio de .271, 28 jonrones y 71 impulsadas a pesar de solo jugar en 117 encuentros.

#### 2018
En 2018, Freeman fue convocado a su tercer Juego de Estrellas y el primero como primera base titular. Finalizó la temporada como líder de la Liga Nacional con 191 hits, solo por detrás de Whit Merrifield de los Reales de Kansas City de la Liga Americana (192). También lideró a los Bravos al registrar .309 de promedio de bateo, .388 de porcentaje de embasado, .505 de slugging, 44 dobles, 98 impulsadas y 76 bases por bolas. Fue premiado con el Guante de Oro en la posición de primera base junto a Anthony Rizzo, uniéndose a Ender Inciarte (jardín central) y Nick Markakis (jardín derecho) como los primeros tres jugadores de los Bravos de Atlanta que ganan un Guante de Oro en la misma temporada.

#### 2019
En 2019, Freeman fue seleccionado por segunda vez consecutiva como el primera base titular del Juego de Estrellas, su cuarta invitación en total. Terminó la temporada con línea ofensiva de .295/.389/.549, 38 jonrones y 121 impulsadas, por lo que ganó su primer Bate de Plata, uniéndose a Ozzie Albies (segunda base) y Ronald Acuña Jr. (jardinero) como los jugadores de los Bravos en recibir dicho reconocimiento.
El 18 de octubre de 2019, se reveló que Freeman se sometió a una cirugía del codo derecho para extraer un espolón óseo. Freeman confesó que le había molestado en los últimos años, y la lesión se descubrió por primera vez el 13 de septiembre.

#### 2020
Freeman dio positivo por COVID-19 en julio de 2020, antes de que comenzara la temporada; fue uno de los únicos pacientes sintomáticos de MLB con fiebre alta y pérdida del olfato. Se recuperó a tiempo para participar en algunas actividades del campo de entrenamiento, que se llevaron a cabo antes del Día Inaugural de la temporada acortada por la pandemia. Freeman bateó el primer grand slam de su carrera el 4 de septiembre, en el segundo juego de una doble cartelera contra los Nacionales de Washington ante el lanzador Tanner Rainey. Dos días después, bateó otro grand slam contra el lanzador de los Nacionales Kyle Finnegan. El 9 de septiembre, Freeman alcanzó los 1,500 hits en su carrera con un jonrón. Durante ese mismo juego contra los Marlins de Miami, estableció un récord personal al impulsar seis carreras.
Freeman terminó la temporada bateando .341/.462/.640 con 13 jonrones y 53 carreras impulsadas. Lideró las Grandes Ligas con 23 dobles y 51 carreras anotadas. La actuación ofensiva de Freeman le valió su segundo Bate de Plata y fue nombrado Jugador Más Valioso de la Liga Nacional, convirtiéndose en el primer jugador de los Bravos en ganar el premio desde Chipper Jones en 1999. También recibió el premio Hank Aaron de la Liga Nacional, convirtiéndose en el segundo jugador en la historia de la franquicia en ganar el premio, después de Andruw Jones en 2005.

#### 2021
En 2021, Freeman fue el primera base titular de la Liga Nacional en el Juego de Estrellas. Terminó la temporada con un promedio de bateo de .300, un OPS de .896 y 31 jonrones, ayudando a los Bravos a clasificar a la postemporada y ganar la Serie Mundial de 2021 ante los Astros de Houston en seis juegos. También recibió su tercer Bate de plata consecutivo y el premio Babe Ruth como el mejor jugador de la postemporada.

### Los Angeles Dodgers (2022–Presente)

#### 2022
El 18 de marzo de 2022, Freeman firmó un contrato de $162 millones por seis años con los Dodgers de Los Angeles. Fue nombrado al Juego de Estrellas de 2022 el 17 de julio, reemplazando a Starling Marte en la lista de la Liga Nacional. En 159 juegos en 2022, Freeman lideró la MLB con 199 hits y 47 dobles. Su promedio de bateo fue segundo en la Liga Nacional con .325 y registró 21 jonrones y 100 carreras impulsadas. 

#### 2023
El 28 de agosto de 2023, Freddie Freeman, el primera base de los Dodgers, se convirtió en el primer jugador en la historia de Los Ángeles en alcanzar 50 dobles en una sola temporada. Su excepcional actuación incluye un promedio de bateo de .341, el mejor OBP y el tercer mejor OPS en las Grandes Ligas, lo que lo posicionó como un fuerte candidato para el premio al Jugador Más Valioso (MVP) de la Liga Nacional.

#### 2024

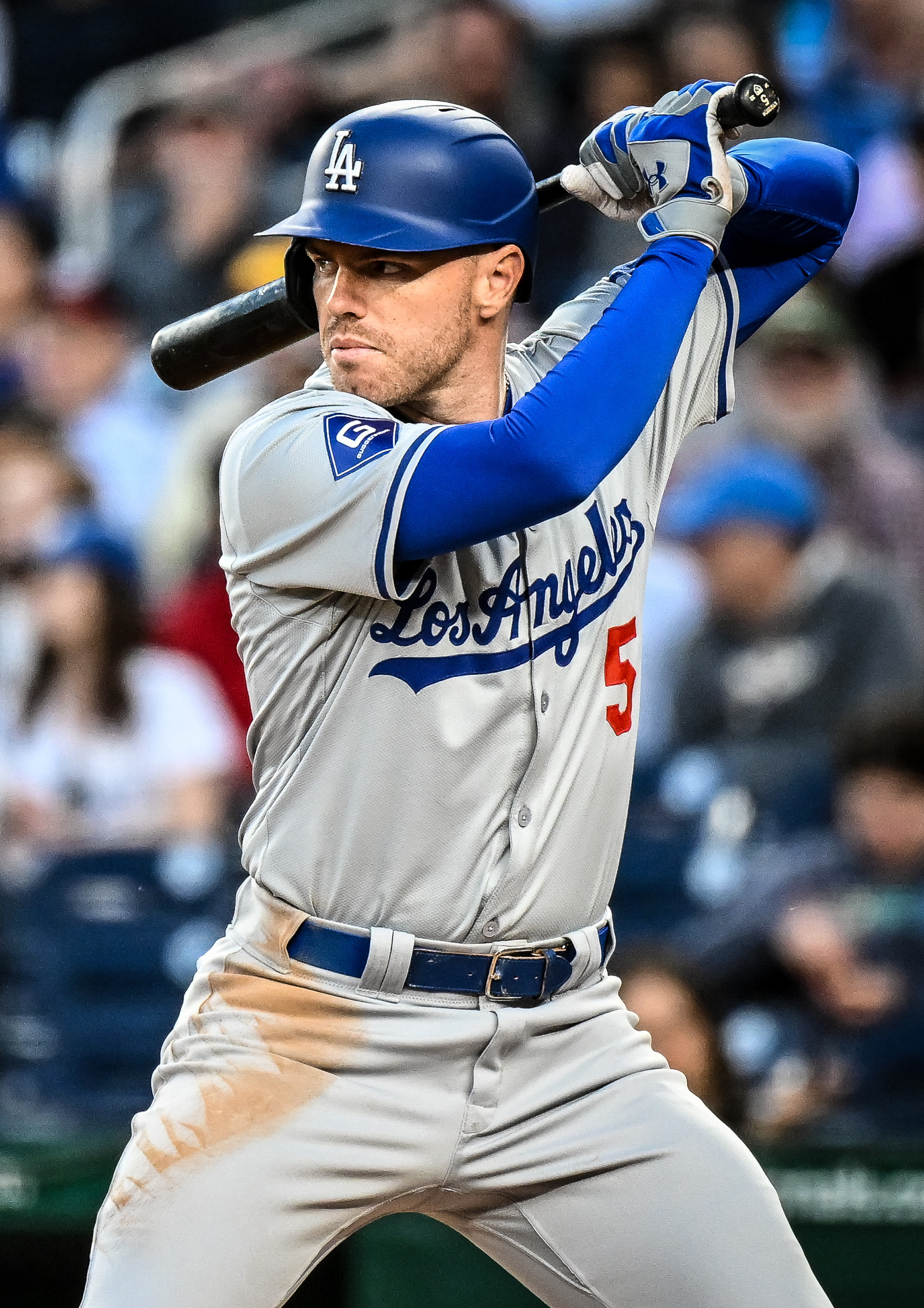
Freeman con los Angeles Dodgers en 2024.

El 20 de mayo de 2024, en un partido con los Arizona Diamondbacks, Freeman conectó un grand slam contra el lanzador Slade Cecconi.
En la Serie Mundial tuvo un papel crucial en el triunfo de los Dodgers. Conectó un jonrón de grand slam en la décima entrada del primer juego, llevando a su equipo a una victoria crucial. A lo largo de la serie destacó por habilidad como bateador demostrando su importancia en el equipo. Su actuación fue clave para impulsar la moral del equipo y lograr el título.